# Prosthechea ionocentra
Prosthechea ionocentra es una orquídea epífita originaria de América.

## Descripción
Es una orquídea de tamaño medio, con hábitos de epifita y con un pseudobulbo amplio que florece en la primavera con una inflorescencia terminal, racemosa con 20 a 24 flores. Necesita mucho sol, y en primavera y verano riegos y menos en el otoño y el invierno.

## Distribución y hábitat
Se encuentra en Costa Rica, Panamá y Colombia a elevaciones de 900 a 1.600 metros.  

## Taxonomía
Prosthechea ionocentra fue descrito por (Rchb.f.) W.E.Higgins y publicado en Phytologia 82(5): 378. 1997[1998].
Etimología
Prosthechea: nombre genérico que deriva de las palabras griegas: prostheke (apéndice), en referencia al apéndice en la parte posterior de la columna.
ionocentra: epíteto latíno que significa "de color azul violeta" 
Sinonimia
- Encyclia ionocentra (Rchb.f.) Mora-Ret. & García Castro
- Encyclia prismatocarpa var. ionocentra (Rchb.f.) M.Wolff & O.Gruss
- Epidendrum auriculigerum Rchb.f.
- Epidendrum ionocentrum Rchb.f.	basónimo
- Epidendrum prismatocarpum var. ionocentrum (Rchb.f.) Teusch.
- Hormidium ionocentrum (Rchb. f.) Brieger
- Panarica ionocentra (Rchb.f.) Withner & P.A.Harding
- Pseudencyclia ionocentra (Rchb.f.) V.P.Castro & Chiron[3][4]